# Lijst van presidenten van Chili
Dit is een lijst van presidenten van Chili sinds de onafhankelijkheid van het land in 1810.
Chili is sinds zijn onafhankelijkheid een republiek. Tot 1826 werd het enige tijd door een collectieve regeringsraad (Junta de Gobierno) geregeerd, en later had het een Director Supremo als staatshoofd. Sinds 1826 wordt het staatshoofd Presidente de la República (president van de republiek) genoemd. Van 1891 tot 1925 was er een parlementair regeringssysteem. Voor 1891 en sinds 1925 is er een presidentieel systeem.

## Presidenten van Chili (1810-heden)

### Nationale Junta regering van Chili (1810-1823)
| President | President                                                                      | Ambtstermijn                         | Partij      |
| --------- | ------------------------------------------------------------------------------ | ------------------------------------ | ----------- |
|           | Mateo de Toro Zambrano y Ureta (1727-1811) (als president van de eerste junta) | 18 september 1810 - 26 februari 1811 |             |
|           | Juan Martínez de Rozas (1758-1813) (als president van de eerste junta)         | 27 februari 1811 - 2 april 1811      |             |
|           | Fernando Márquez de la Plata (1740-1818)                                       | 2 april 1811 - 4 juli 1811           |             |
|           | Juan Antonio Ovalle (1750-1819)                                                | 4 juli 1811 - 20 juli 1811           |             |
|           | Martín Calvo Encalada (1756-1828)                                              | 20 juli 1811 - 4 september 1811      |             |
|           | Juan Enrique Rosales (?-1825)                                                  | 4 september 1811 - 16 november 1811  |             |
|           | José Miguel Carrera (1785-1821) (Director Supremo, interim)                    | 16 november 1811 - 8 april 1812      |             |
|           | José Santiago Portales (1764-1835)                                             | 8 april 1812 - 6 augustus 1812       |             |
|           | Pedro José Prado Jaraquemada (1754-1827)                                       | 6 augustus 1812 - 6 december 1812    |             |
|           | José Miguel Carrera (1785-1821)                                                | 6 december 1812 - 30 maart 1813      |             |
|           | Juan José Carrera Verdugo (1782-1818)                                          | 30 maart 1813 - 13 april 1813        |             |
|           | Francisco Antonio Pérez (1764-1828)                                            | 13 april 1813 - 23 augustus 1813     |             |
|           | José Miguel Infante (1778-1844)                                                | 23 augustus 1813 - 11 januari 1814   |             |
|           | Agustín Eyzaguirre Arechavala (1768-1837)                                      | 11 januari 1814 - 7 maart 1814       |             |
|           | Antonio José de Irisarri (1786-1868)                                           | 7 t/m 14 maart 1814                  |             |
|           | Francisco de la Lastra (1777-1852) (Opperste directeur van Chili)              | 14 maart 1814 - 23 juli 1814         |             |
|           | José Miguel Carrera (1785-1821)                                                | 23 juli 1814 - 2 oktober 1814        |             |
|           | Spaanse bezetting onder leiding van gouverneur Casimiro Marcó del Pont         | 2 oktober 1814 - 13 februari 1817    |             |
|           | Francisco Ruiz-Tagle (1790-1860)                                               | 13 t/m 16 februari 1817              | Conservador |
|           | Bernardo O'Higgins (1778-1842) (Director Supremo)                              | 16 februari 1817 - 28 januari 1823   |             |
|           | Agustín Eyzaguirre (1768-1837) (Director Supremo)                              | 28 januari 1823 - 4 april 1823       |             |
|           | Ramón Freire y Serrano (1787-1851)                                             | 4 april 1823 - 13 augustus 1823      | Pipiolo     |
|           | Junta Suprema Delegado                                                         | 13 augustus 1823 - 1 september 1823  |             |
|           | Ramón Freire y Serrano (1787-1851) (Director Supremo)                          | 1 september 1823 - 9 juli 1826       | Pipiolo     |

### Organisatie van de Republiek (1823-1831)
| President | President                                                                         | Ambtstermijn                        | Partij        |
| --------- | --------------------------------------------------------------------------------- | ----------------------------------- | ------------- |
|           | Manuel Blanco Encalada (1790-1876) (interim)                                      | 9 juli 1826 - 9 september 1826      | Onafhankelijk |
|           | Agustín Eyzaguirre (1768-1837) (in functie)                                       | 9 september 1826 - 25 januari 1827  | Onafhankelijk |
|           | Ramón Freire y Serrano (1887-1851) (Voorlopig) President (vanaf 15 februari 1827) | 25 januari 1827 - 8 mei 1827        | Pipiolo       |
|           | Francisco Antonio Pinto Díaz (1785-1858)                                          | 8 mei 1827 - 16 juli 1829           | Pipiolo       |
|           | Francisco Ramón Vicuña Larraín (1775-1849) (tijdelijk)                            | 16 juli 1829 - 19 oktober 1829      | Pipiolo       |
|           | Francisco Antonio Pinto Díaz (1785-1858)                                          | 19 oktober 1829 - 2 november 1829   | Pipiolo       |
|           | Francisco Ramón Vicuña Larraín (1775-1849) (tijdelijk)                            | 2 t/m 7 november 1829               | Pipiolo       |
|           | Ramón Freire y Serrano (1787-1851) (tijdelijk)                                    | 7 t/m 8 november 1829               | Pipiolo       |
|           | Francisco Ramón Vicuña Larraín (1775-1849) (tijdelijk)                            | 8 november 1829 - 7 december 1829   | Pipiolo       |
|           | Burgeroorlog                                                                      | 7 t/m 24 december 1829              |               |
|           | José Tomás Ovalle (1787-1831) (interim)                                           | 24 december 1829 - 18 februari 1830 | Pelucón       |
|           | Francisco Ruiz Tagle (1790-1860) (tijdelijk)                                      | 18 februari 1830 - 1 april 1830     | Pelucón       |
|           | José Tomás Ovalle (1787-1831)                                                     | 1 april 1830 - 21 maart 1831        | Pelucón       |
|           | Fernando Errázuriz Aldunate (1777-1841) (interim)                                 | 21 maart 1831 - 18 september 1831   | Pelucón       |

### Conservatieve en liberale Republiek (1831-1891)
| President | President                                         | Ambtstermijn                          | Partij                                         |
| --------- | ------------------------------------------------- | ------------------------------------- | ---------------------------------------------- |
|           | José Joaquín Prieto Vial (1786-1854)              | 18 september 1831 - 18 september 1841 | Pelucón Conservador                            |
|           | Manuel Bulnes Prieto (1799-1866)                  | 18 september 1841 - 18 september 1851 | Conservador                                    |
|           | Manuel Montt Torres (1809-1880)                   | 18 september 1851 - 18 september 1861 | Conservador Partido Nacional                   |
|           | José Joaquín Pérez Mascayano (1807-1889)          | 18 september 1861 - 18 september 1871 | Partido Nacional (Fusión Liberal-Conservador1) |
|           | Federico Errázuriz Zañartu (1825-1877)            | 18 september 1871 - 18 september 1876 | Partido Liberal (Fusión Liberal-Conservador)   |
|           | Aníbal Pinto Garmendia (1825-1884)                | 18 september 1876 - 18 september 1881 | Partido Liberal (Alianza Liberal2)             |
|           | Domingo Santa María González (1825-1889)          | 18 september 1881 - 18 september 1886 | Partido Liberal (Alianza Liberal)              |
|           | José Manuel Balmaceda (1840-1891)                 | 18 september 1886 - 29 augustus 1891  | Partido Liberal                                |
|           | Manuel Baquedano González (1823-1897) (Tijdelijk) | 29 t/m 31 augustus 1891               |                                                |

### Parlementaire Republiek (1891-1925)
| President | President                                                            | Ambtstermijn                          | Partij                                  |
| --------- | -------------------------------------------------------------------- | ------------------------------------- | --------------------------------------- |
|           | Jorge Montt Álvarez (1845-1922)                                      | 31 augustus 1891 - 18 september 1896  | Onafhankelijk (Coalición1)              |
|           | Federico Errázuriz Echaurren (1850-1901)                             | 18 september 1896 - 12 juli 1901      | Partido Liberal (Coalición)             |
|           | Aníbal Zañartu (1847-1902) (tijdelijk/vice-president)                | 12 juli 1901 - 18 september 1901      | Partido Liberal                         |
|           | Germán Riesco Errázuriz (1854-1916)                                  | 18 september 1901 - 18 september 1906 | Partido Liberal (Alianza Liberal)       |
|           | Pedro Montt Montt (1849-1910)                                        | 18 september 1906 - 16 augustus 1910  | Partido Nacional (Coalición)            |
|           | Elías Fernández Albano (1845-1910) (tijdelijk/vice-president)        | 16 augustus 1910 - 6 september 1910   | Partido Nacional                        |
|           | Emiliano Figueroa Larraín (1866-1931) (tijdelijk/vice-president)     | 6 september 1910 - 23 december 1910   | Partido Liberal Democrático             |
|           | Ramón Barros Luco (1835-1919)                                        | 23 december 1910 - 23 december 1915   | Partido Liberal                         |
|           | Juan Luis Sanfuentes Andonaegui (1858-1930)                          | 23 december 1915 - 23 december 1920   | Partido Liberal Democrático (Coalición) |
|           | Arturo Alessandri Palma (1868-1950)                                  | 23 december 1920 - 12 september 1924  | Partido Liberal (Unión Liberal3)        |
|           | Luis Altamirano (1876-1938) (President van de Regerings-junta)       | 12 september 1924 - 23 januari 1925   | Onafhankelijk (Militair)                |
|           | Pedro Pablo Dartnell (1874-1944) (President van de Regerings-junta)  | 23 t/m 27 januari 1925                | Onafhankelijk (Militair)                |
|           | Emilio Bello Codesido (1868-1963) (President van de Regerings-junta) | 27 januari 1925 - 12 maart 1925       | Partido Liberal Democrático             |

### Presidentiële Republiek (1925-1973)
| President | President                                                                                     | Ambtstermijn                        | Partij                                              |
| --------- | --------------------------------------------------------------------------------------------- | ----------------------------------- | --------------------------------------------------- |
|           | Arturo Alessandri Palma (1868-1950)                                                           | 12 maart 1925 - 1 oktober 1925      | Partido Liberal                                     |
|           | Luis Barros Borgoño (1858-1943) (tijdelijk/vice-president)                                    | 1 oktober 1925 - 23 december 1925   | Partido Liberal                                     |
|           | Emiliano Figueroa Larraín (1866-1931)                                                         | 23 december 1925 - 10 mei 1927      | Partido Liberal Democrático                         |
|           | Carlos Ibáñez del Campo (1877-1960) (Voorlopig) president (vanaf 21 juli 1927)                | 10 mei 1927 - 26 juli 1931          | Onafhankelijk                                       |
|           | Pedro Opazo (1876-1957) (tijdelijk/vice-president)                                            | 26 t/m 27 juli 1931                 | Partido Liberal Democrático                         |
|           | Juan Esteban Montero Rodríguez (1879-1948) (tijdelijk/vice-president)                         | 27 juli 1931 - 3 september 1931     | Radical                                             |
|           | Manuel Trucco (1875-1954) (tijdelijk/vice-president)                                          | 3 september 1931 - 15 november 1931 | Radical                                             |
|           | Juan Esteban Montero Rodríguez (1879-1948)                                                    | 15 november 1931 - 4 juni 1932      | Radical                                             |
|           | Arturo Puga (1879-1970) (President van de Regerings-junta van de Socialistische Republiek)    | 4 t/m 16 juni 1932                  | Partido Socialista                                  |
|           | Carlos Dávila (1887-1955) (President van de Regerings-junta van de Socialistische Republiek)  | 16 juni 1932 - 23 september 1932    | Partido Socialista                                  |
|           | Bartolomeo Blanche Espejo (1879-1970) (tijdelijk/President van de Voorlopige Regering)        | 23 september 1932 - 2 oktober 1932  | Onafhankelijk (Militair)                            |
|           | Abraham Oyanedel Urrutia (1874-1954) (tijdelijk/vice-president)                               | 2 oktober 1932 - 24 december 1932   | Onafhankelijk                                       |
|           | Arturo Alessandri Palma (1868-1950)                                                           | 24 december 1932 - 24 december 1938 | Partido Liberal                                     |
|           | Pedro Aguirre Cerda (1879-1941)                                                               | 24 december 1938 - 25 november 1941 | Radical (Frente Popular)                            |
|           | Jerónimo Méndez (1887-1959) (tijdelijk/vice-president)                                        | 25 november 1941 - 2 april 1942     | Radical                                             |
|           | Juan Antonio Ríos Morales (1888-1946)                                                         | 2 april 1942 - 27 juni 1946         | Radical                                             |
|           | Alfredo Duhalde (1898-1985) (tijdelijk/vice-president)                                        | 27 juni 1946 - 3 augustus 1946      | Radical                                             |
|           | Vicente Merino Bielich (1889-1977) (tijdelijk/vice-president)                                 | 3 t/m 13 augustus 1946              | Onafhankelijk                                       |
|           | Alfredo Duhalde (1898-1985) (tijdelijk/vice-president)                                        | 13 augustus 1946 - 17 oktober 1946  | Radical                                             |
|           | Juan Antonio Iribarren (1885-1966) (tijdelijk/vice-president)                                 | 17 oktober 1946 - 3 november 1946   | Radical                                             |
|           | Gabriel González Videla (1898-1980)                                                           | 3 november 1946 - 3 november 1952   | Radical                                             |
|           | Carlos Ibáñez del Campo (1877-1960)                                                           | 3 november 1952 - 3 november 1958   | Onafhankelijk (Linkse coalitie)                     |
|           | Jorge Alessandri Rodríguez (1896-1986)                                                        | 3 november 1958 - 3 november 1964   | Onafhankelijk (Partido Conservador/Partido Liberal) |
|           | Eduardo Frei Montalva (1911-1982)                                                             | 3 november 1964 - 3 november 1970   | Demócrata Cristiano                                 |
|           | Salvador Allende Gossens (1908-1973) (omgekomen tijdens de staatsgreep van 11 september 1973) | 3 november 1970 - 11 september 1973 | Socialista (lijstverbinding Unidad Popular4)        |

### Militair Regime (1973-1990)
| President | President                                                                                            | Ambtstermijn                      | Partij   |
| --------- | --- | --------------------------------- | -------- |
|           | Augusto Pinochet Ugarte (1915-2006) (door een staatsgreep op 11 september 1973 aan de macht gekomen) | 11 september 1973 - 11 maart 1990 | Militair |

### Terugkeer naar democratie (1990-heden)
| Nr. | President van Chili | President van Chili     | President van Chili            | Ambtstermijn  | Ambtstermijn  | Partij(en) | Verkiezing(en) |
| --- | ------------------- | ----------------------- | ------------------------------ | ------------- | ------------- | ---------- | -------------- |
| 30  |                     | Patricio Aylwin         | Patricio Aylwin (1918–2016)    | 11 maart 1990 | 11 maart 1994 | PDC        | 1989           |
| 31  |                     | Eduardo Frei Ruiz-Tagle | Eduardo Frei Ruiz-Tagle (1942) | 11 maart 1994 | 11 maart 2000 | PDC        | 1993           |
| 32  |                     | Ricardo Lagos           | Ricardo Lagos (1938)           | 11 maart 2000 | 11 maart 2006 | PPD        | 1999           |
| 33  |                     | Michelle Bachelet       | Michelle Bachelet (1951)       | 11 maart 2006 | 11 maart 2010 | PS         | 2005           |
| 34  |                     | Sebastián Piñera        | Sebastián Piñera (1949–2024)   | 11 maart 2010 | 11 maart 2014 | RN         | 2009           |
| 35  |                     | Michelle Bachelet       | Michelle Bachelet (1951)       | 11 maart 2014 | 11 maart 2018 | PS         | 2013           |
| 36  |                     | Sebastián Piñera        | Sebastián Piñera (1949–2024)   | 11 maart 2018 | 11 maart 2022 | RN         | 2017           |
| 37  |                     | Gabriel Boric           | Gabriel Boric (1986)           | 11 maart 2022 | heden         | CS         | 2021           |

Legenda
- 1 = Samenwerkingsverband conservatieven en liberalen
- 2, 3 = Samenwerkingsverband van linkse liberalen
- 4 = Samenwerkingsverband van linkse partijen
- 5 = Samenwerkingsverband van centrum en centrumlinkse partijen
- 6 = Samenwerkingsverband van centrumrechtse en rechtse partijen